# Francisco Rúa
Francisco Rúa (ur. 4 lutego 1911, zm. 5 sierpnia 1993) – argentyński piłkarz, napastnik (prawoskrzydłowy).
Rúa karierę zawodową rozpoczął w 1932 w klubie Talleres Remedios de Escalada, w którym zagrał 4 mecze. W 1933 został graczem CA Lanús, w którym zagrał tylko jedno spotkanie, po czym w 1934 przeniósł się do amatorskiego klubu Sportivo Dock Sud.
Jako piłkarz klubu Sportivo Dock Sud był w kadrze reprezentacji Argentyny w finałach mistrzostw świata w 1934 roku, gdzie Argentyna odpadła już w pierwszej rundzie. Zagrał w jedynym meczu ze Szwecją.
W 1938 Rúa został piłkarzem klubu CA Vélez Sarsfield, na powrót zmieniając swój status z amatorskiego na zawodowy. Po rozegraniu 4 meczów przeniósł się w 1939 do Newell’s Old Boys Rosario, w którym w 10 meczach zdobył 6 bramek. W 1940 znalazł się w drugoligowym klubie CA Estudiantes, w którego barwach rozegrał 16 spotkań i zdobył 3 bramki. Na koniec kariery w latach 1946–1947 rozegrał 8 meczów w klubie CA Temperley.